# ویسن (هرمنسبورگ)
ویسن (به آلمانی: Weesen) یک منطقهٔ مسکونی در آلمان است که در هرمانسبورگ واقع شده‌است. ویسن ۵۲۰ نفر جمعیت دارد.